# Rothenkirchen Bahnhof
Rothenkirchen Bahnhof ist ein ehemaliger Gemeindeteil des Marktes Pressig im Landkreis Kronach (Oberfranken, Bayern).

## Geografie
Rothenkirchen Bahnhof liegt an der Haßlach und an der Bundesstraße 85 und bildet mit Pressig eine geschlossene Siedlung.

## Geschichte
Im Jahr 1879 begannen die Planungen für die Eisenbahnstrecke von Stockheim nach Probstzella. Die größere Gemeinde Rothenkirchen lehnte den Bau eines Bahnhofes auf eigenem Terrain, aufgrund von Ängsten der Großgrundbesitzer und Wirtsleute, ab. In der Folge  entstand die Bahnstation auf Pressiger Gelände und trug ab 1885 mit der Inbetriebnahme der Bahnstrecke Hochstadt-Marktzeuln–Probstzella, auf Wunsch der Nachbargemeinde, den Namen Rothenkirchen. Für die Mitarbeiter der Bahnstation entstand eine neue Siedlung. Eine Kirche für die evangelischen Bahnbediensteten wurde 1907 eingeweiht. Nach über 30 Jahren Drängen der Pressiger Gemeindeverwaltung erfolgte am 15. Mai 1939 durch die Deutsche Reichsbahn die Umbenennung in Bahnhof Pressig-Rothenkirchen. Im Jahr 1950 bestand der Gemeindeteil nicht mehr.

### Einwohnerentwicklung
| Jahr      | 001885 | 001900 | 001925 |
| Einwohner | 11     | 247    | 252    |
| Häuser    | 3      | 7      | 9      |
| Quelle    | [ 5 ]  | [ 6 ]  | [ 7 ]  |

## Weblink
- Rothenkirchen in der Ortsdatenbank des bavarikon, abgerufen am 20. August 2021.